# نومی نو سوکونه
نومی نو سوکونه ((به ژاپنی: 野見 宿禰 Nomi no Sukune)؛ زادهٔ) ریکیشی، کشتی‌گیر سومو در دوران امپراتور سوینین است.
ظاهراً، در سال ۲۳ قبل از میلاد، امپراتور به نومی نو سوکون دستور داد تا با تایما نو کهایا (当麻蹴速) برخورد کند، زیرا او به خود می بالید که قوی ترین مرد زیر آسمان است. درگیری با دست و شکستن دنده های او با یک ضربه و پشتش با ضربه دیگر، تایما نو کهایا را کشت. این سومو مدرن نبود، اما او را خالق بشر سومو می دانند. او اجداد سوگاوارا نو موچیزون بود.نقاشی دیواری او که در سال ۲۰۱۴ از استادیوم ملی المپیک قدیمی برداشته شد، در سال ۲۰۱۹ در استادیوم جدید به نمایش گذاشته خواهد شد.